# Wind of Change (Schiff)
Die Wind of Change ist ein Wartungsschiff für Offshore-Windanlagen, wurde in der Türkei auf der Cemre-Werft für die  Louis Dreyfus Armateurs Group (LDA) gebaut und arbeitet für den dänischen Energiekonzern Ørsted.

## Geschichte
Das in der Fachsprache als Service Operation Vessel (SOV) bezeichnete Wartungsschiff wird in einer Langzeitcharter in den Windparks „Borkum Riffgrund 1 und 2“ sowie „Gode Wind 1 und 2“ vor der deutschen Küste eingesetzt. Ørsted betreibt das mit einem dieselelektrischen Antrieb und einer dynamischen Positionierung DP2 ausgestattete Schiff. Es bietet Platz für 90 Personen, darunter 65 Windparktechniker, die zur Durchführung der Turbinenwartung an Bord sind.

## Beschreibung
Mit einer Länge von 83 m, Breite von 19,4 m und Tiefgang von 7 m ist es mit 6.060 GT vermessen. Zwei 1.600 kW Schottel-Azimutstrahler am Heck dienen zum Antrieb des dieselelektrischen Schiffes. Zwei 1.400 kW Tunnelstrahlruder und ein einziehbares Azimutstrahlruder von 880 kW befinden sich im Bug, um die dynamische Positionierung nach DP2-Standard zu ermöglichen. Der dafür benötigte Strom wird von vier Generatoren erzeugt, die von 1.600-kW-MAN-Dieselmotoren mit 1.000/min angetrieben werden. Außerdem steht ein 200-kW-Notstromaggregat zur Verfügung. Die Reichweite des Schiffes beträgt rund 5.000 Meilen bei 10 Knoten im DP-Modus. Die maximale Geschwindigkeit beträgt 12,5 Knoten.
Die Windparktechniker können über eine spezielle, hydraulisch stabilisierte Gangway direkt auf die Landeplattformen der Windparktürme gelangen. Diese Gangway befindet sich auf einem Teleskopturm auf dem Achterdeck auf der Backbordseite des Schiffes. Die Gangway mit einer doppelten Verlängerung reicht über 31 Meter und kann bis zu einer Wellenhöhe von 2,5 Meter betrieben werden. Außerdem wurde ein passives Anti-Roll-System mit zwei Tanks installiert, um die Schiffsbewegungen bei Arbeiten auf See zu reduzieren. Das Deck ist für die Stauung von vier 20-Fuß-Containern vorgesehen. Für den Transfer der Windparktechniker über das Wasser gibt es ein Tochterboot, das in einem speziellen Davitsystem in einer Rumpfvertiefung auf der Steuerbordseite unterhalb des Aufbaus untergebracht wurde.